# ジョルジュ＝ダニエル・ド・モンフレイ
ジョルジュ＝ダニエル・ド・モンフレイ（George-Daniel de Monfreid、1856年3月14日 - 1929年11月26日）はフランスの画家である。

## 略歴
ニューヨークで生まれた。父親は宝石商で、有名な宝飾店、「ティファニー」のヨーロッパでの責任者を務めた人物で、母親の故郷、フランスのコルネイヤ＝ド＝コンフランで裕福な環境で育った。画家になるためにパリにでて、アカデミー・ジュリアンに入学した。
パリの芸術的で知的な人々の中に加わり、文学者のポール・ヴェルレーヌ、ヴィクトル・セガレンや彫刻家のアリスティド・マイヨール、そしてポール・ゴーギャンと友人になった。画家としては、印象派のスタイルから出発し、「点描」を用いた「新印象派」のスタイルの作品も描いた。「ナビ派」の画家と知り合い、生涯交流した。
モンフレイはゴーギャンから影響を受けるとともに、ゴーギャンのパトロンでもあり、ゴーギャンの作品の最初のコレクターの一人であった。
息子のアンリ・ド・モンフレイは作家で、紅海を船で横断した冒険もした。

## 作品

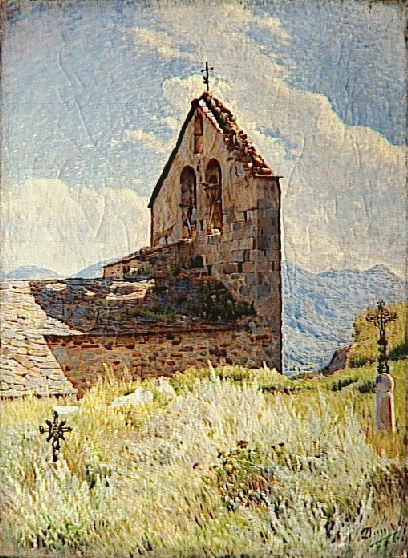
Angoustrineの教会
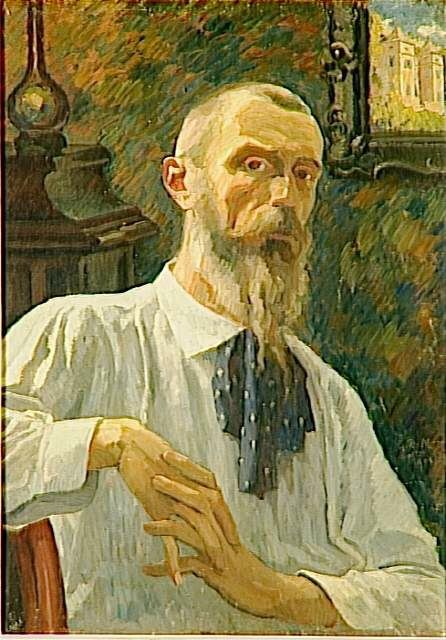
画家の肖像
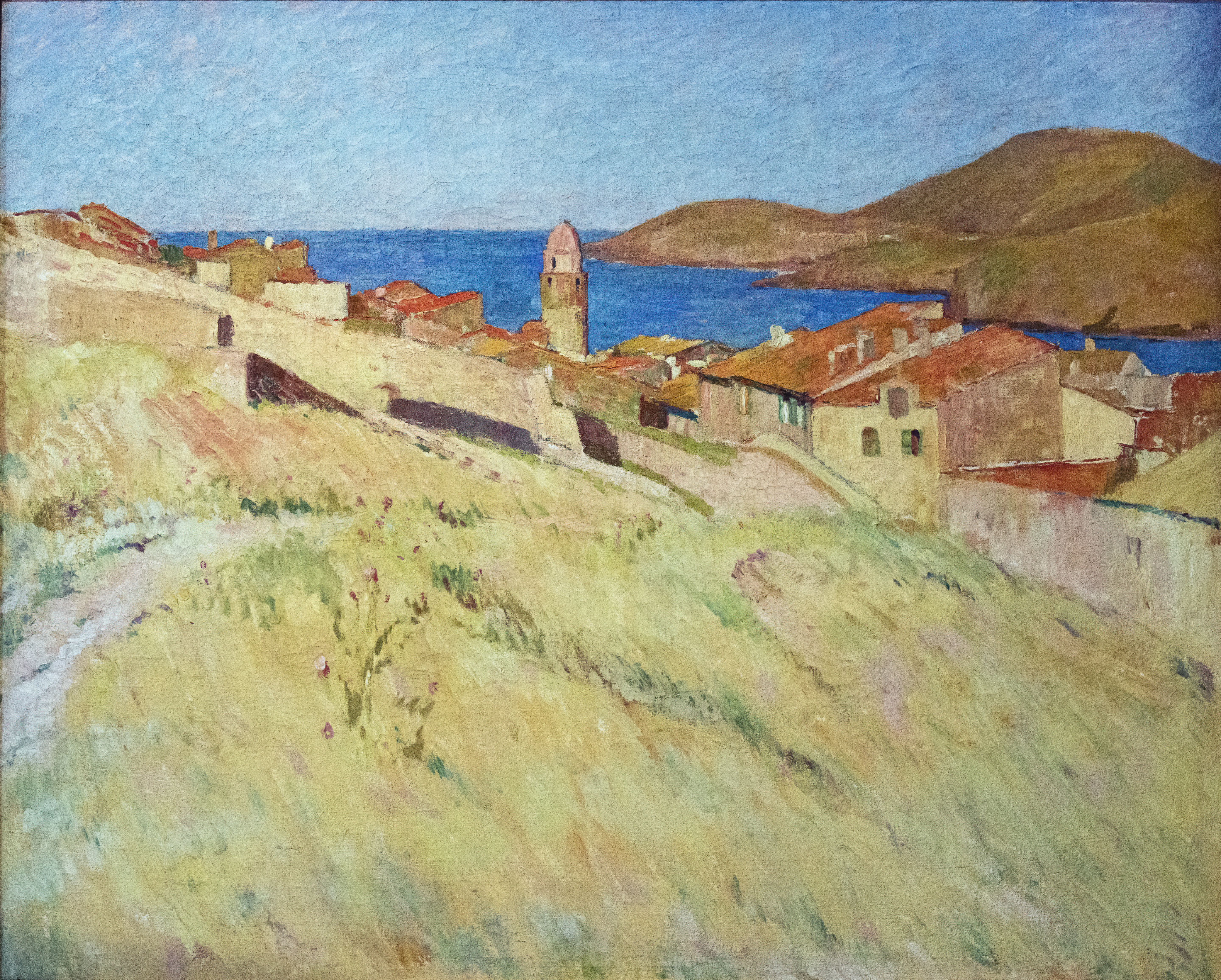
コリウールの風景。トゥールーズ＝ロートレック美術館
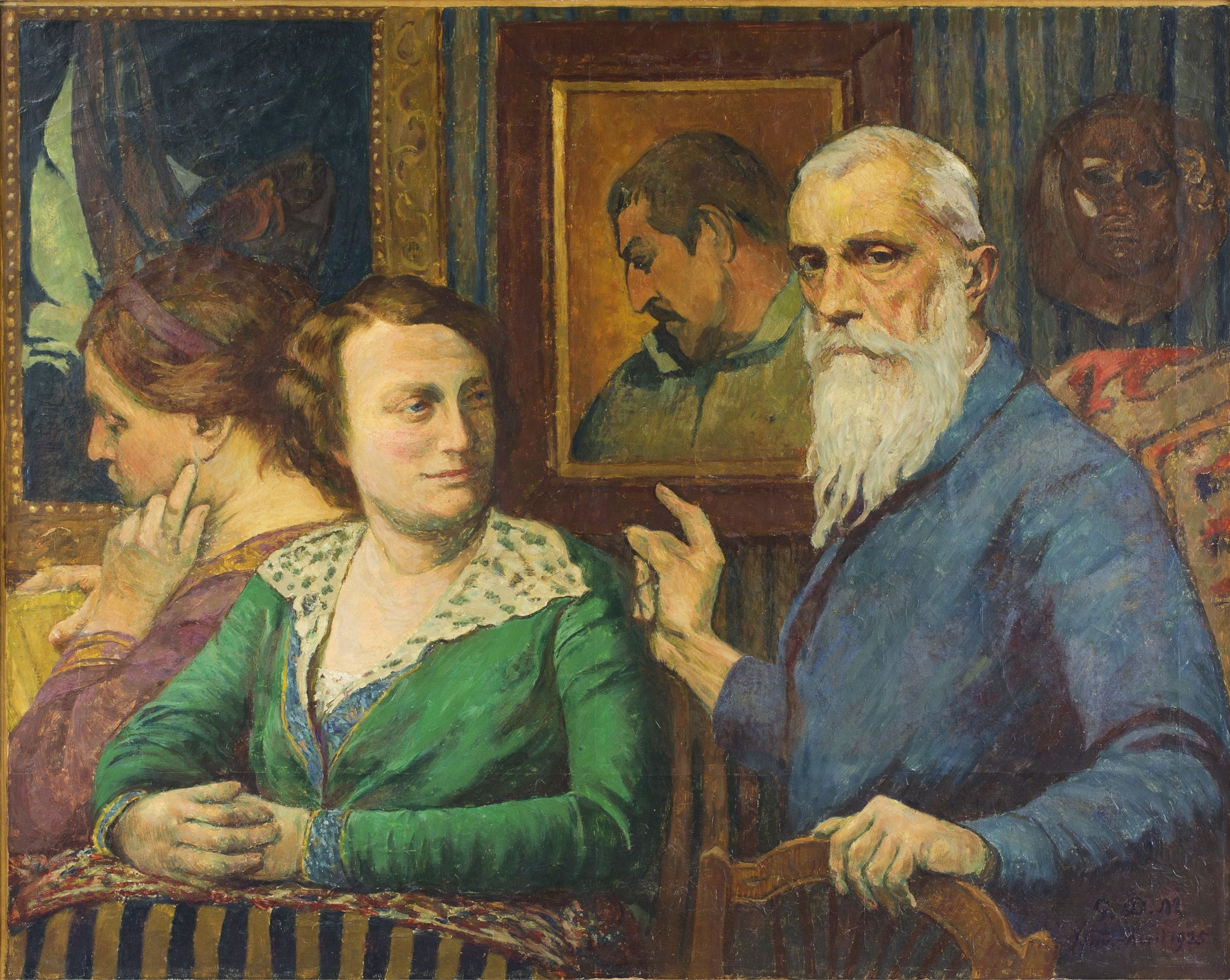
ゴーギャンへのオマージュ(1925)
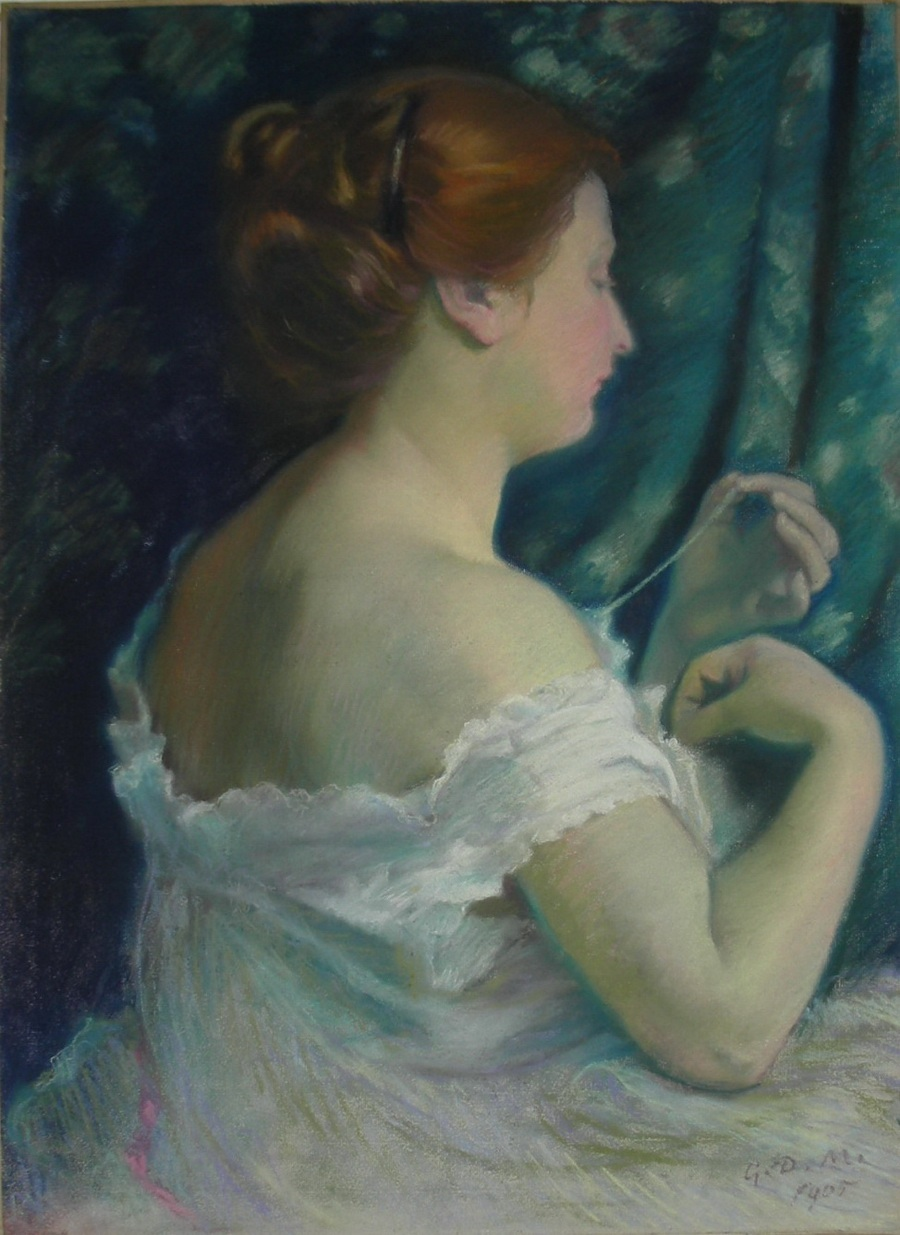
Portrait Anne Belfis
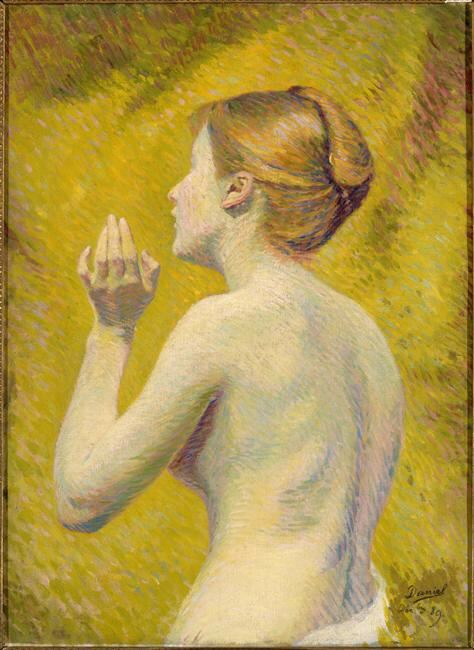
Nu
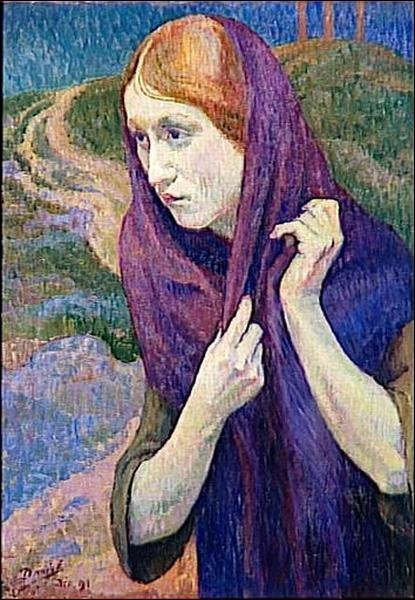
La Madeleine
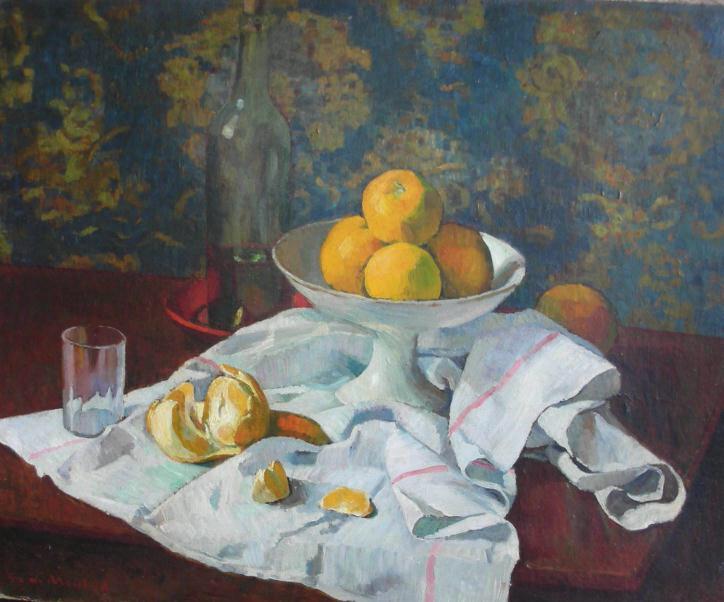
Nature morte à l'orange